# Festival de Viña del Mar 2014
Festival de Viña del Mar 2013 Festival de Viña del Mar 2015
Le Festival de Viña del Mar 2014 est la 55e édition annuelle du Festival international de la chanson de Viña del Mar.

## Développement

### 1renuit
- Date : 23 février 2014

Artistes
- Ricky Martin
- Los Locos del Humor (humoristes)
- Los Tres

### 2enuit
- Date : 24 février 2014

Artistes
- Laura Pausini
- Jorge Alis (humoriste)
- Fito Páez

### 3enuit
- Date : 25 février 2014

Artistes
- Ana Gabriel
- Ruddy Rey (humoriste)
- Raphael

### 4enuit
- Date : 26 février 2014

Artistes
- La Ley
- Carlos Vives
- Gepe
- Yandar & Yostin

### 5enuit
- Date : 27 février 2014

Artistes
- Rod Stewart
- Gigi Martin (humoriste)
- Paloma San Basilio
- La Sonora Palacios

### 6enuit
- Date : 28 février 2014

Artistes
- Jesse & Joy
- Melendi
- Payahop (humoriste)
- Tommy Torres
- Alexis & Fido

## Concours

### Jury
- Tommy Torres
- Paloma San Basilio
- Gepe
- Francisca Lewin
- Melendi
- Macarena Pizarro
- Francisco Sazo
- Patricio Torres
- Carmen Gloria Arroyo
- Sebastián Phillips (Jury du village. Vainqueur du concours "Viña en tu imaginación"/en français : "Viña dans votre imagination")

### Concours international
| Pays       | Langue           | Titre                | Interprète      | Auteur et compositeur                                               | Place |
| ---------- | ---------------- | -------------------- | --------------- | ------------------------------------------------------------------- | ----- |
| Canada     | Anglais          | Hypnotized           | Jeffery Straker | Jeffery Straker                                                     | 1     |
| Angleterre | Anglais          | Over the line        | Chloe Larsson   | Chloe Larsson                                                       | 2     |
| Roumanie   | Roumain, Anglais | Rumadai              | Arsenium        | Arsenie Todiras, Albert Josif et Edgar Josif                        | 3     |
| Mexique    | Espagnol         | No te olvides de mí  | Ninah           | Blanca Rodríguez                                                    | 4     |
| Italie     | Italien, Anglais | Italopop             | Ally            | Alice Pigozzi, Lorenzo Confetta, Filippo Fenara et Raffaele Chiatto | 5     |
| Chili      | Espagnol         | Solicitud de amistad | Rufián Fuego    | Matías Radic                                                        | 6     |

- Meilleur interprète du concours international:  Arsenium

### Concours folklorique
| Pays     | Langue   | Titre                | Interprète                     | Auteur et compositeur          | Place |
| -------- | -------- | -------------------- | ------------------------------ | ------------------------------ | ----- |
| Chili    | Espagnol | La retirada          | La Pájara                      | Javiera Bobadilla              | 1     |
| Bolivie  | Espagnol | Boquita de miel      | Ch'ila Jatun                   | Gonzalo Hermosa                | 2     |
| Colombie | Espagnol | Pa' domir tranquilo  | Fáber Grajales et Aguambó Iré  | Fáber Grajales                 | 3     |
| Équateur | Espagnol | Bailando bomba       | Carmen Grijalva et Pepe Ubilla | Carmen Grijalva et Pepe Ubilla | 4     |
| Honduras | Espagnol | Hablo español        | Polache                        | Paul Hughes                    | 5     |
| Pérou    | Espagnol | Huaynito para cantar | Killary                        | Percy Navarro                  | 6     |

- Meilleur interprète du concours folklorique:  La Pájara

## Rois du Festival

### Choisir de laReine du Festival
| #            | Pays         | Candidate       | Occupation                                       | Participe à              | Chaîne       | Résultats |
| ------------ | ------------ | --------------- | ------------------------------------------------ | ------------------------ | ------------ | --------- |
| 1e           | Chili        | Sigrid Alegría  | Actrice                                          | Mamá mechona             | Canal 13     | 152       |
| 2e           | Chili        | Karen Paola     | Chanteuse et présentatrice                       | Más vale tarde           | Mega         | 54        |
| 3e           | Chili        | Javiera Acevedo | Mannequin et actrice                             | Apuesto por ti           | TVN          | 47        |
| 4e           | Mexique      | Ninah           | Chanteuse participante du concours international | Festival de Viña del Mar |              | 11        |
| Votes nuls   | Votes nuls   | Votes nuls      | Votes nuls                                       | Votes nuls               | Votes nuls   | 5         |
| Votes blancs | Votes blancs | Votes blancs    | Votes blancs                                     | Votes blancs             | Votes blancs | 2         |
| Votes totaux | Votes totaux | Votes totaux    | Votes totaux                                     | Votes totaux             | Votes totaux | 271 100 % |

## Diffusion internationale
| Pays                       | Télédiffuseur                  | Radiodiffuseur                 |
| -------------------------- | ------------------------------ | ------------------------------ |
| Chili                      | Chilevisión Chilevisión HD     | ADN Radio Chile Radio Pudahuel |
| Australie Nouvelle-Zélande | Chilevisión Internacional      |                                |
| Amérique latine            | A&E A&E HD                     |                                |
| Mexique                    | TV Azteca Azteca Internacional |                                |
| États-Unis                 | Azteca América                 |                                |
| Guatemala                  | Azteca Guatemala               |                                |
| Canada                     | Nuevo Mundo Televisión         |                                |
| Bolivie                    | Red Unitel                     |                                |
| Honduras                   | Canal 4                        |                                |
| Colombie                   | Citytv                         |                                |

### Sources
- (es) Cet article est partiellement ou en totalité issu de l’article de Wikipédia en espagnol intitulé « LV Festival Internacional de la Canción de Viña del Mar » (voir la liste des auteurs).